# 17104 McCloskey
A 17104 McCloskey (ideiglenes jelöléssel 1999 JV46) a Naprendszer kisbolygóövében található aszteroida. A LINEAR projekt keretében fedezték fel 1999. május 10-én.